# مدرع متدثر
المدرع المتدثر (الاسم العلمي: Chlamyphorus) هو جنس من الحيوانات يتبع فصيلة المدرعات المتدثرة وأشباهها من رتبة الحزاميات.

## أنواع المدرع المتدثر
- مدرع متدثر أقطع